# Enterprise (Utah)
Enterprise è un comune degli Stati Uniti d'America, nella contea di Washington nello Stato dello Utah.